# Parigi ci appartiene
Parigi ci appartiene (Paris nous appartient) è un film del 1961 diretto da Jacques Rivette.